# Японський вуж
Амфізма японська або япо́нський «вуж» (лат. Amphiesma vibakari; яп. 竹根蛇, 日計, 日量, ヒバカリ, МФА: [çibakaɾi]) — змія з роду Амфізма родини Полозові (Colubridae).

## Таксономія
Один із 42 видів роду Амфізма (Amphiesma).
Розрізняють три підвиди амфізми японської:
- Amphiesma vibakari danjoensis («японський вуж данджьоський») — острови Данджьо, Японія (ендемік)
- Amphiesma vibakari vibakari («японський вуж справжній») — Японський архіпелаг
- Amphiesma vibakari ruthveni («японський вуж російський») — Корея, Маньчжурія (провінція Хейлунцзян), російське Примор'я.

## Опис
Загальна довжина досягає 50 см. Верхня сторона тулуба й голови темно-бурого, коричневого, шоколадного або коричнево-червоного кольору з зеленуватим відтінком, без малюнка. Верхньогубні щитки жовті з чорними краями або поцятковані по краях чорними крапками. Від кута рота наверх по голові проходить жовта смуга. Черево світло-зеленого або жовтувато-зеленого забарвлення. По зовнішньому краю кожного черевного щитка розташовується по одній темній цятці, які утворюють 2 темні смуги, що заходять і на хвіст. Молоді особини зазвичай темні, майже чорні, іноді вони мають світло-коричневе забарвлення.

## Спосіб життя
Полюбляє кедрово-широколистяні, широколистяні й вторинних листяні ліси, луки у лісовій зоні, зарості чагарників, зокрема малини, шипшини, спірея, занедбані фруктові сади. Це досить потайна змія, велику частину часу проводить під землею, ховається під камінням, деревами, нерідко у трухлявих пнях. Харчується земляними хробаками, молюсками й дрібними жабами.
Це яйцекладна змія. Статева зрілість настає при розмірах тіла не менше 36 см у самок й 32,5 мм у самців. Парування відбувається наприкінці травня. наприкінці липня самка відкладає 2-6 яйця розміром 8-8,3х17,6-18,2 мм. Молоді вужі з'являються в середині вересня розміром 11,5-12,9 см.

## Розповсюдження
Мешкає в Японії, східному Китаї, Кореї й Приморському, Хабаровському краях, Амурській області (Росія).